# Giuliano Bertarelli
Giuliano Bertarelli (Lagosanto, 31 marzo 1946) è un ex calciatore italiano, di ruolo attaccante.

## Biografia
Anche i suoi figli Mauro (52 presenze e 5 reti in A con la Sampdoria) e Luca (2 presenze in A con l'Ancona) hanno militato nella massima serie calcistica nazionale.

## Carriera

Bertarelli (accosciato, secondo da destra) nell'Ascoli 1971-1972

Bertarelli iniziò a dare i primi calci al pallone all'oratorio a 15 anni. La sua prima esperienza calcistica la visse nella Laghese, squadra di prima divisione, all'età di diciassette anni. È con il Baracca Lugo, in Serie D, che iniziò la sua vera parabola agonistica proseguita nella Jesina, in Serie C. Nel 1968-1969 militò nella SPAL, quindi passò all'Arezzo totalizzando 15 presenze con due reti all'attivo.
Nel novembre del 1970 la società amaranto lo cedette all'Ascoli. Nei marchigiani giocava in coppia con Renato Campanini e la squadra ottenne la promozione in Serie B. Confermato anche nei cadetti, Bertarelli totalizzò 14 gol nel 1972-1973, non sufficienti a portare la compagine marchigiana nella massima serie. Pochi mesi dopo passò alla neopromossa Cesena, contribuendo nella stagione 1975-1976 alla storica qualificazione dei romagnoli in Coppa UEFA.
Nel 1976-1977 tornò in Toscana, stavolta per giocare nella Fiorentina. Nel sodalizio viola disputò una stagione e l'anno dopo venne ceduto al Pescara dove spese gli ultimi anni della sua carriera professionistica contribuendo alla promozione della compagine biancoceleste in Serie A. Proseguì l'attività agonistica a livello dilettantistico, nel campionato di Promozione marchigiana, con la maglia della Biagio Nazzaro (67 presenze e 27 reti tra il 1979 e il 1982). Chiuse la carriera da calciatore nella Spes Jesi, in Prima Categoria marchigiana (stagione 1982-83).

## Palmarès

### Competizioni nazionali
- Campionato italiano Serie C: 1

Ascoli: 1971-1972 (girone B)